# とびっきり! 勇気の扉
「とびっきり! 勇気の扉」（とびっきり! ゆうきのドア）は、テレビアニメ『Yes!プリキュア5』のキャラクター・春日野うらら（伊瀬茉莉也）のデビュー・シングルである。2007年6月27日にマーベラスエンターテイメントから発売された。

## 概要
タイトル曲「とびっきり! 勇気の扉」は春日野うららが劇中で歌ったデビュー曲がシングルカットされたもので、カップリングは5人のプリキュアたちが歌う自分紹介などのイメージソング。
ジャケットのイラストは、キャラクターデザインを担当した川村敏江による描き下ろしである。

## 収録曲
1. とびっきり! 勇気の扉 [4:03]
歌：春日野うらら（伊瀬茉莉也）
作詞：只野菜摘、作曲：高取ヒデアキ、編曲：籠島裕昌
2. メタモルフォーゼ 〜青春乙女LOVE&DREAM〜 [5:06]
歌：ぷりきゅあ5 [夢原のぞみ（三瓶由布子）・夏木りん（竹内順子）・春日野うらら（伊瀬茉莉也）・秋元こまち（永野愛）・水無月かれん（前田愛）]
作詞：うちやえゆか、作曲・編曲：高木洋
3. とびっきり! 勇気の扉（オリジナル・カラオケ） [4:04]
4. メタモルフォーゼ 〜青春乙女LOVE&DREAM〜（オリジナル・カラオケ） [5:04]